# Vallée du Carlone
Pour les articles homonymes, voir Carlone.
La vallée du Carlone est une vallée de la province de Plaisance, près de la cité de Bobbio, en Italie. Elle est entourée du val Trebbia au sud, de la vallée de l'Avagnone à l’est, du val Staffora à ouest et de la vallée du Bobbio au nord.

## Hydrographie
Le torrent Carlone est long d’environ 10 km et naît à 1 000 m environ dans les Rocche del Casone (ou Colleri) vers la cime des Scalette (1 177 m) et débouche dans la Trebbia dans la zone de San Martino de Bobbio à 250 mètres.

## Économie
L'économie est typiquement celle des centres habités des collines des Apennins. Les cultures principales sont celles de la vigne, du fourrage et des céréales.

## Infrastructures
Il existe quatre routes asphaltées pour accéder à la vallée : une de Bobbio jusqu’à la zone de Valgrana vers San Cristoforo et Mogliazze, l'autre de la zone de San Martino jusqu’à la Moglia, une autre qui vient de la commune de Brallo di Pregola et qui descend à Dezza et puis dans la vallée, une en provenance de  Corte Brugnatella, des hameaux de Rossarola, Pietranera, Carana, qui descend à Bobbio.